# Crisi (romanzo)
Crisi (Kris)  è un romanzo del 1934 della scrittrice svedese Karin Boye. È considerato il suo secondo per importanza dopo Kallocaina. La trama riflette la crisi interiore a cui la stessa autrice dovette far fronte. Il romanzo tratta la storia di una studentessa universitaria con una forte fede cristiana che si trova nel mezzo di un'altrettanto forte crisi interiore. La studentessa, che viene di solito considerata una sorta di alter ego di Boye, si innamora infatti della compagna di classe e questo evento la farà meditare sulla propria sessualità e la porterà a ribellarsi al padre e a Dio stesso.
Per come è stato scritto e strutturato, il romanzo venne considerato innovativo e modernista e venne incluso nel filone del romanzo di formazione (Bildungsroman).

## Trama
La ventenne Malin Forst sta studiando per diventare insegnante e si ritrova a pregare nella cappella della scuola dopo aver sognato una stanza bianca, completamente vuota e piena di luce. Nel sogno Malin chiede cosa sia il Mysterium Magnum e le viene detto che si tratta di una simbiosi tra la vita umana e la vita di Dio. Malin brama di poter raggiungere questa simbiosi, ma questo tipo di desiderio risulta insidioso. Iniziano, così, ad apparire nella sua mente immagini e figure della sua infanzia, sentimenti repressi che vanno dal desiderio sessuale alla paura dell'annientamento. L'ansia che ne scaturisce la costringe ad una profonda depressione, che le impedisce di concentrarsi su qualsiasi cosa. Questa crisi interiore deriva in grande misura dalla scoperta di un sentimento di amore provato per la compagna di classe Siv, un amore che sarà destinato a rimanere un segreto e a non concretizzarsi mai fisicamente.
Alla fine Malin sceglierà la via della ribellione, ignorando la morale tradizionale che etichettava l'omosessualità come crimine, atto "contronatura" e frutto di perversione. La crisi spirituale della protagonista si rivela importante ai fini della sua formazione, poiché le fornisce forza interiore e fiducia in sé stessa e nei valori morali in cui crede, consentendole di accettare la propria sessualità al termine degli studi e di subire una conversione "al rovescio" dal Cristianesimo alla fede nella vita.

## Edizioni
- (SV) Karin Boye, Kris, 1934.
- Karin Boye, Crisi, traduzione di Enrico Tiozzo, Canterano : Aracne, 2017, ISBN 978-88-255-0253-4.